# Derxena coerulea
Derxena coerulea är en fjärilsart som beskrevs av Arnold Pagenstecher 1886. Derxena coerulea ingår i släktet Derxena och familjen mätare. Inga underarter finns listade i Catalogue of Life.